# Martin Marinčin
Martin Marinčin (né le 18 février 1992 à Košice en Tchécoslovaquie) est un joueur professionnel slovaque de hockey sur glace. Il évolue au poste de défenseur.

## Biographie

### Carrière en club
Formé au HC Košice, il débute dans l'Extraliga avec l'équipe de Slovaquie 20 ans en 2010. Lors du repêchage d'entrée dans la LNH 2010, il est choisi au second tour, à la 46e place au total par les Oilers d'Edmonton. Au cours du repêchage d'entrée dans la KHL 2010, il est sélectionné en 1re ronde, en 5e position par l'Avtomobilist Iekaterinbourg. Les Cougars de Prince George le choisissent en première position lors de la sélection européenne de la Ligue canadienne de hockey. Il décide alors de partir en Amérique du Nord pour jouer dans la Ligue de hockey de l'Ouest. Le 5 décembre 2013, il joue son premier match dans la Ligue nationale de hockey avec les Oilers face à l'Avalanche du Colorado.
Le 27 juin 2015, il est échangé aux Maple Leafs de Toronto contre Brad Ross et un choix de repêchage.

### Carrière internationale
Il représente l'équipe de Slovaquie au niveau international. Lors du championnat du monde junior de hockey sur glace 2011, au cours d'un match contre les États-Unis, il donne une mise en échec vicieuse à Jason Zucker. Il se fait suspendre trois matchs en plus de celui donné d'office.
Il est sélectionné pour les Jeux olympiques de 2022 durant lesquels la Slovaquie remporte la médaille de bronze.

## Statistiques

### En club
| Saison     | Équipe                   | Ligue          |                   | Saison régulière  | Saison régulière  | Saison régulière  | Saison régulière  | Saison régulière  |                   | Séries éliminatoires | Séries éliminatoires | Séries éliminatoires | Séries éliminatoires | Séries éliminatoires |
| Saison     | Équipe                   | Ligue          | PJ                | B                 | A                 | Pts               | Pun               | PJ                | B                 | A                    | Pts                  | Pun                  |                      |                      |
| 2009-2010  | Slovaquie 20 ans         | Extraliga      | 35                | 2                 | 4                 | 6                 | 71                |                   |                   |                      |                      |                      |                      |                      |
| 2010-2011  | Cougars de Prince George | LHOu           | 67                | 14                | 42                | 56                | 55                | 4                 | 1                 | 4                    | 5                    | 6                    |                      |                      |
| 2010-2011  | Barons d'Oklahoma City   | LAH            | 1                 | 0                 | 0                 | 0                 | 2                 | -                 | -                 | -                    | -                    | -                    |                      |                      |
| 2011-2012  | Cougars de Prince George | LHOu           | 30                | 4                 | 13                | 17                | 25                | -                 | -                 | -                    | -                    | -                    |                      |                      |
| 2011-2012  | Pats de Regina           | LHOu           | 28                | 7                 | 16                | 23                | 10                | 5                 | 2                 | 0                    | 2                    | 6                    |                      |                      |
| 2011-2012  | Barons d'Oklahoma City   | LAH            | 6                 | 0                 | 1                 | 1                 | 2                 | -                 | -                 | -                    | -                    | -                    |                      |                      |
| 2012-2013  | Barons d'Oklahoma City   | LAH            | 69                | 7                 | 23                | 30                | 40                | 17                | 1                 | 6                    | 7                    | 2                    |                      |                      |
| 2013-2014  | Barons d'Oklahoma City   | LAH            | 24                | 3                 | 4                 | 7                 | 4                 | -                 | -                 | -                    | -                    | -                    |                      |                      |
| 2013-2014  | Oilers d'Edmonton        | LNH            | 44                | 0                 | 6                 | 6                 | 16                | -                 | -                 | -                    | -                    | -                    |                      |                      |
| 2014-2015  | Barons d'Oklahoma City   | LAH            | 28                | 0                 | 7                 | 7                 | 20                | 8                 | 0                 | 2                    | 2                    | 6                    |                      |                      |
| 2014-2015  | Oilers d'Edmonton        | LNH            | 41                | 1                 | 4                 | 5                 | 16                | -                 | -                 | -                    | -                    | -                    |                      |                      |
| 2015-2016  | Maple Leafs de Toronto   | LNH            | 65                | 1                 | 6                 | 7                 | 34                | -                 | -                 | -                    | -                    | -                    |                      |                      |
| 2016-2017  | Maple Leafs de Toronto   | LNH            | 25                | 1                 | 6                 | 7                 | 16                | 6                 | 0                 | 0                    | 0                    | 2                    |                      |                      |
| 2017-2018  | Marlies de Toronto       | LAH            | 52                | 4                 | 16                | 20                | 18                | 20                | 1                 | 6                    | 7                    | 6                    |                      |                      |
| 2017-2018  | Maple Leafs de Toronto   | LNH            | 2                 | 0                 | 0                 | 0                 | 2                 | -                 | -                 | -                    | -                    | -                    |                      |                      |
| 2018-2019  | Maple Leafs de Toronto   | LNH            | 24                | 1                 | 4                 | 5                 | 12                | -                 | -                 | -                    | -                    | -                    |                      |                      |
| 2018-2019  | Marlies de Toronto       | LNH            | 8                 | 1                 | 3                 | 4                 | 0                 | -                 | -                 | -                    | -                    | -                    |                      |                      |
| 2019-2020  | Marlies de Toronto       | LAH            | 5                 | 0                 | 1                 | 1                 | 2                 | -                 | -                 | -                    | -                    | -                    |                      |                      |
| 2019-2020  | Maple Leafs de Toronto   | LNH            | 26                | 1                 | 3                 | 4                 | 14                | 3                 | 0                 | 0                    | 0                    | 0                    |                      |                      |
| 2020-2021  | Marlies de Toronto       | LAH            | 14                | 1                 | 4                 | 5                 | 8                 | -                 | -                 | -                    | -                    | -                    |                      |                      |
| 2021-2022  | HC Oceláři Třinec        | Extraliga Tch. | 42                | 4                 | 11                | 15                | 18                | 14                | 1                 | 3                    | 4                    | 10                   |                      |                      |
| 2022-2023  | HC Oceláři Třinec        | Extraliga Tch. | 48                | 2                 | 12                | 14                | 28                | 22                | 2                 | 5                    | 7                    | 14                   |                      |                      |
| 2023-2024  | HC Oceláři Třinec        | Extraliga Tch. | Saison en cours ? | Saison en cours ? | Saison en cours ? | Saison en cours ? | Saison en cours ? | Saison en cours ? | Saison en cours ? | Saison en cours ?    | Saison en cours ?    | Saison en cours ?    |                      |                      |
| Totaux LNH | Totaux LNH               | Totaux LNH     | 227               | 5                 | 29                | 34                | 110               | 9                 | 0                 | 0                    | 0                    | 2                    |                      |                      |

### En équipe nationale
| Année | Équipe             | Compétition                          |   | PJ | B | A | Pts | Pun | +/-                |  | Résultat |
| 2009  | Slovaquie - 18 ans | Championnat du monde moins de 18 ans | 6 | 0  | 1 | 1 | 4   | -4  | Septième place     |  |          |
| 2010  | Slovaquie - 18 ans | Championnat du monde moins de 18 ans | 6 | 2  | 1 | 3 | 14  | +3  | Huitième place     |  |          |
| 2010  | Slovaquie - 20 ans | Championnat du monde junior          | 6 | 0  | 2 | 2 | 6   | -3  | Huitième place     |  |          |
| 2011  | Slovaquie - 20 ans | Championnat du monde junior          | 2 | 0  | 0 | 0 | 27  | +2  | Huitième place     |  |          |
| 2012  | Slovaquie - 20 ans | Championnat du monde junior          | 6 | 1  | 2 | 3 | 2   | +2  | Sixième place      |  |          |
| 2014  | Slovaquie          | Jeux olympiques                      | 4 | 0  | 0 | 0 | 4   | -4  | Neuvième place     |  |          |
| 2014  | Slovaquie          | Championnat du monde                 | 7 | 1  | 1 | 2 | 12  | +1  | Neuvième place     |  |          |
| 2016  | Slovaquie          | Championnat du monde                 | 7 | 0  | 2 | 2 | 4   | +3  | Neuvième place     |  |          |
| 2019  | Slovaquie          | Championnat du monde                 | 7 | 3  | 4 | 7 | 0   | +6  | Neuvième place     |  |          |
| 2022  | Slovaquie          | Jeux olympiques                      | 7 | 1  | 0 | 1 | 0   | +3  | Médaille de bronze |  |          |